# Phreatia listeri
Phreatia listeri är en orkidéart som beskrevs av Robert Allen Rolfe. Phreatia listeri ingår i släktet Phreatia och familjen orkidéer.
Artens utbredningsområde är Julön. Inga underarter finns listade i Catalogue of Life.